# Maria Wojtaś-Wasilewska
Maria Wojtaś-Wasilewska (ur. 20 września 1924 w Rudniku, zm. 21 marca 2015) – polska profesor biochemii, dr hab.

## Życiorys
Studiowała na Wydziale Matematycznym i Przyrodniczym Uniwersytetu Marii Curie-Skłodowskiej w Lublinie, w 1963 obroniła pracę doktorską, w 1984 otrzymała stopień doktora habilitowanego. 14 stycznia 1992 uzyskała tytuł profesora nauk przyrodniczych.
Została zatrudniona w Zakładzie Biochemii na Wydziale Biologii i Nauk o Ziemi Uniwersytetu Marii Curie-Skłodowskiej, oraz była członkiem Polskiego Towarzystwa Biochemicznego i Lubelskiego Towarzystwa Naukowego.